# Manchester Airport

i7
i11
i13
Der Manchester Airport (ehem. Ringway Airport, IATA-Code: MAN, ICAO-Code: EGCC) ist ein internationaler Verkehrsflughafen im nordenglischen Metropolitan County Greater Manchester. Er ist mit über 30 Millionen Passagieren pro Jahr der größte Flughafen des Vereinigten Königreichs außerhalb des Großraums London und wird von der Manchester Airports Group Plc. betrieben.
Operationsbasen in Manchester unterhalten die Fluggesellschaften Ryanair, EasyJet, TUI Airways und Jet2.com.

## Geschichte
Während des Zweiten Weltkrieges nutzte die Royal Air Force die Anlage unter dem Namen RAF Ringway.
Seit 2003 ist eine ausgemusterte Concorde der British Airways auf dem Gelände ausgestellt. Durch eine Änderung der Ausrichtung des Magnetfeldes der Erde wurde 2007 eine Umbezeichnung der Landebahnkennung erforderlich. Nach 66 Jahren Betrieb als 06/24 startet und landet man seitdem nunmehr auf 05/23. Am 1. September 2010 landete zum ersten Mal ein Airbus A380 von Emirates in Manchester, die den Flughafen seither regelmäßig im Liniendienst damit ansteuert.

## Lage und Verkehrsanbindung

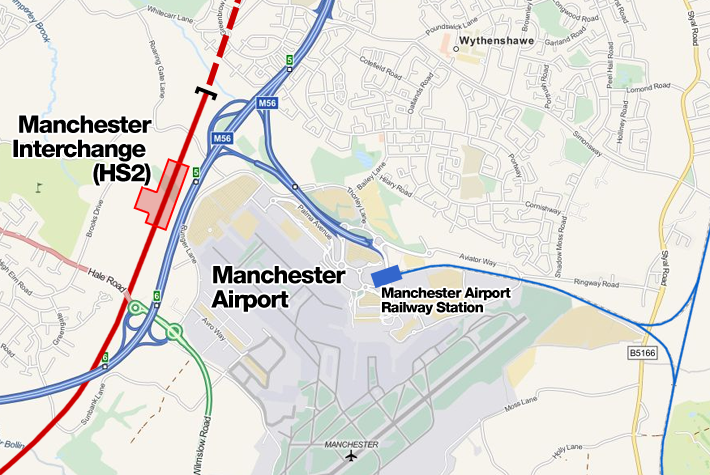
Verkehrsanbindung des Flughafens Manchester

Der Flughafen liegt etwa 18 km südlich der Innenstadt von Manchester und ist über den Motorway M56 angebunden. Es verkehren auch mehrere Busverbindungen in die Region, zudem existiert die signifikant höher frequentierte Manchester Airport Railway Station, von der aus verschiedene Bahngesellschaften Verbindungen ins Stadtzentrum und zu anderen Reisezielen inner- und außerhalb Greater Manchesters anbieten. Das Stadtbahnsystem Manchester Metrolink bindet den Flughafen seit November 2014 an den Nahverkehr an. Außerdem war ein Anschluss des Flughafens an die Hochgeschwindigkeitsstrecke High Speed 2 geplant. Hier sollte bis 2040 der Bahnhof Manchester Interchange errichtet werden.

## Flughafenanlagen
Der Flughafen verfügt über zwei parallele Start- und Landebahnen und drei Terminals (1, 2 und 3) für die Passagierabfertigung. In Manchester können auch große Flugzeuge wie Airbus A380 und Boeing 747 im Regelbetrieb abgefertigt werden.

### Terminal 1
Terminal 1 wurde im Jahr 1962 eröffnet und ist derzeit nach mehreren Ausbauten, zuletzt 2009, mit einer Kapazität von etwa 11 Millionen Fluggästen im Jahr das größte der drei Abfertigungsgebäude. Es verfügt über 29 Abfertigungspositionen, von denen eine für den Airbus A380 geeignet ist. Rund 30 Fluggesellschaften nutzen Terminal 1, wobei easyJet, Jet2.com und Thomas Cook die meisten Ziele anbieten.

### Terminal 2
Terminal 2, das etwa 10 Minuten Fußweg von den Terminals 1 und 3 entfernt liegt, wurde 1993 eröffnet, verfügt über 20 Abfertigungspositionen und wird von rund 15 Fluggesellschaften genutzt. Das Terminal wurde von 2007 bis 2009 umfangreich modernisiert.

### Terminal 3
Terminal 3 (zuvor Terminal 1A und Terminal 1 – British Airways) wurde 1989 eröffnet und liegt unmittelbar östlich von Terminal 1, hat jedoch mittlerweile keine interne Verbindung zum Terminal 1 mehr.

## Fluggesellschaften und Ziele
Ab Manchester werden weltweit etwa 180 Flugziele von über 95 Fluggesellschaften bedient. Neben zahlreichen Inlandsverbindungen und europäischen Zielen werden auch mehrere Langstreckenrouten mit Fokus auf Nordamerika angeboten.
Mehrere Fluggesellschaften verbinden Manchester mit Flughäfen im deutschsprachigen Raum, teilweise saisonal.

## Zwischenfälle
- Am 19. August 1949 wurde eine Douglas DC-3/C-47A der British European Airways (BEA) (Luftfahrzeugkennzeichen G-AHCY) während des Anflugs auf den Flughafen Manchester in einen Berg des Peak Districts, 24 km nordöstlich des Flughafens, geflogen. Bei diesem Controlled flight into terrain wurden 24 der 32 Insassen getötet (alle 3 Besatzungsmitglieder und 21 Passagiere).[8]

- Am 27. März 1951 stürzte eine Douglas DC-3/C-47A-75-DL der Air Transport Charter (G-AJVZ) während des Starts vom Flughafen Manchester kurz nach dem Abheben ab. Ursache war die unterlassene Aktivierung der Vergaservorwärmung, so dass ein Triebwerk durch Eisbildung ausfiel. Von den drei Besatzungsmitgliedern des Frachtfluges starben zwei.[9]

- Am 14. März 1957 stürzte eine aus Amsterdam kommende Vickers Viscount 701 der British European Airways (BEA) (G-ALWE) im Landeanflug auf den Flughafen Manchester in ein Wohngebiet in Wythenshawe. Ursache war der Ermüdungsbruch einer Landeklappenaufhängung. Alle 20 Insassen der Maschine sowie zwei Menschen am Boden kamen ums Leben (siehe auch British-European-Airways-Flug 411).[10]

- Am 27. Februar 1958 befand sich eine Bristol 170 Mk.21E der Manx Airlines (G-AICS) auf einem Charterflug vom Flughafen Ronaldsway nach Manchester, als es zu einem Controlled flight into terrain (CFIT) kam. Das Flugzeug war von der Muttergesellschaft Silver City Airways gemietet.[11] Da am Radiokompass ein falsches NDB-Funkfeuer gewählt worden war, kam es zu einem Navigationsfehler, der dazu führte, dass die Maschine 35 Kilometer nordnordwestlich des Zielflughafens Manchester in den 450 Meter hohen Hügel Winter Hill geflogen wurde. Von den 42 Insassen wurden 35 Passagiere getötet; 4 Passagiere und die 3 Besatzungsmitglieder überlebten. Dies war der zweitschwerste Unfall einer Bristol 170, gemessen an der Anzahl der Todesopfer.[12][13][14]

- Am 20. März 1969 stürzte eine Vickers Viscount 815 der British Midland Airways (G-AVJA) am Flughafen Manchester ab. Die Maschine war auf einem Überführungsflug nach Edinburgh, wobei kurz nach dem Abheben das Triebwerk 4 (rechts außen) zu Trainingszwecken abgestellt wurde. Das Flugzeug drehte sich scharf nach rechts, die Kontrolle ging verloren und es stürzte in Rückenlage zu Boden. Von den vier Insassen wurden drei getötet.[15]

- Am 22. August 1985 musste der Start einer Boeing 737-236 der British Airtours (G-BGJL), einer Tochtergesellschaft der British Airways, wegen eines Triebwerkbrandes auf dem Flughafen Manchester abgebrochen werden. Die Piloten brachten das Flugzeug zum Stehen, doch das durch die vorherrschenden Winde angefachte Feuer griff schon nach knapp einer Minute auf die Kabine über. Von den 137 Personen an Bord starben 55, die meisten von ihnen an Rauchvergiftung (siehe auch British-Airtours-Flug 28M).

## Basisdaten

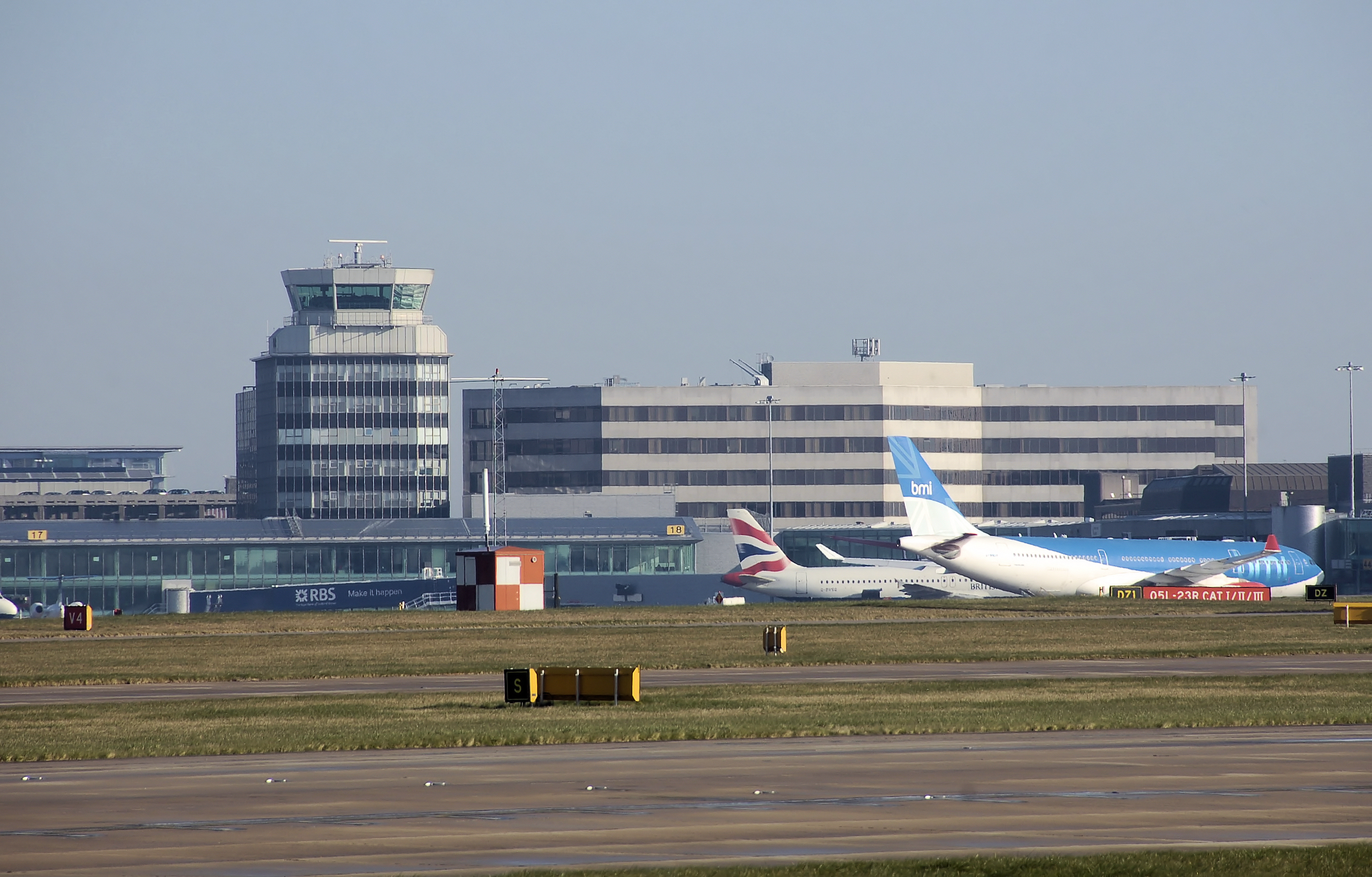
Vorfeld und Tower des Manchester Airport

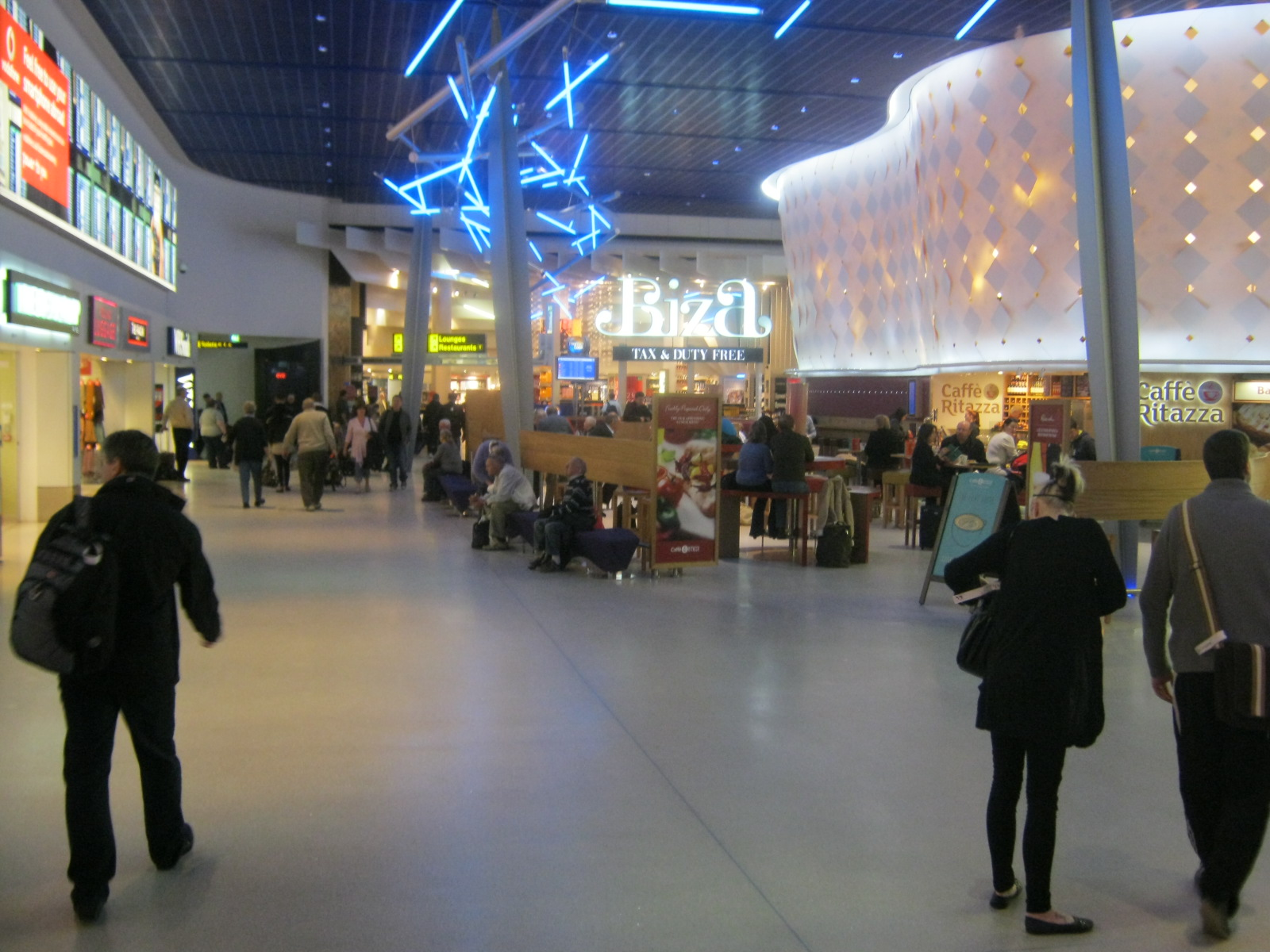
Innenansicht von Terminal 1 des Manchester Airport

| Jahr | Abgefertigte Passagiere | Flugbewegungen |
| ---- | ----------------------- | -------------- |
| 1997 | 15.948.454              | 094.318        |
| 1998 | 17.351.162              | 100.099        |
| 1999 | 17.577.765              | 107.803        |
| 2000 | 18.568.709              | 116.602        |
| 2001 | 19.307.011              | 106.406        |
| 2002 | 18.809.185              | 113.279        |
| 2003 | 19.699.256              | 122.639        |
| 2004 | 21.249.841              | 149.181        |
| 2005 | 22.402.856              | 147.484        |
| 2006 | 22.422.855              | 148.957        |
| 2007 | 22.112.625              | 165.366        |
| 2008 | 21.219.195              | 141.781        |
| 2009 | 18.724.889              | 102.543        |
| 2010 | 17.759.015              | 115.922        |
| 2011 | 18.892.756              | 158.025        |
| 2012 | 19.736.502              | 168.883        |
| 2013 | 20.751.581              | 169.497        |
| 2014 | 21.989.682              | 170.639        |
| 2015 | 23.136.047              | 164.710        |
| 2016 | 25.637.054              | 183.731        |
| 2017 | 27.791.274              | 203.631        |
| 2018 | 28.275.972              | 201.239        |